# 1101年の十字軍

1101年当時のアナトリア半島西部。1101年の十字軍の経路を矢印で示す

1101年の十字軍（せんひゃくいちねんのじゅうじぐん、英語：Crusade of 1101）とは、1100年から1101年にかけて聖地へ向かった十字軍のこと。第1回十字軍がエルサレムをはじめとするレバント地域沿岸部の占領に成功したことから、その熱狂の中で組織された。またこの十字軍は第1回十字軍に参加したものの中途で帰ってきた者が多く参加したことから、臆病者の十字軍（小心者の十字軍、英語：Crusade of the Faint-Hearted）とも呼ばれる。3つの集団としてヨーロッパを出発したが、ルーム・セルジューク朝により個別撃破され、聖地にたどり着いたのはごくわずかであった。

## 背景
第1回十字軍が成功したことはヨーロッパ各地で熱狂を引き起こし、聖地に新たに誕生した十字軍国家であるエルサレム王国に増援を送ろうという呼びかけが沸き起こった。これに応じたローマ教皇パスカリス2世は新たな遠征軍の編成を企図し、特に十字軍に行く誓いを立てながら出発しなかった諸王や諸侯、第1回十字軍の途中で離脱した諸侯らに協力するよう圧力をかけた。
教皇に限らず、十字軍の途中で故郷へ帰還した諸侯には既に臆病者との軽蔑の声が浴びせられ、再度東方へ遠征しろという有形無形の圧力がかかっていた。例えばアンティオキア攻囲戦の最中に帰国したブロワ伯エティエンヌ2世（イングランド王スティーヴンの父）に対して、妻のアデル・ド・ノルマンディー（またはアデル・ド・ブロワ、イングランド王ウィリアム1世の娘）は夫に家に留まることを許さなかったという。さらに第1回十字軍に参加しなかった庶民らも、富める者も貧しい者も聖地に行こうとした。彼らはイエス・キリストの名の下に聖地を不信心者や異教徒から解放しようとし、主の名のために戦うことでその後に来る天国に永遠に憩おうとした。こうした人々は「crucesignati」と呼ばれた。また、単純に貧困から逃れる機会を得てより良い生活をつかもうとした人々も多かった。
こうして組織された1101年の十字軍も第1回十字軍同様、一般の巡礼者らが騎士や兵士と一つの集団を形成していた。そして参加希望者が広汎な地域にわたったため、複数の集団を形成して別々に聖地へ向かうこととなった。以下の記述も集団ごとに行うこととする。

## ロンバルディア集団

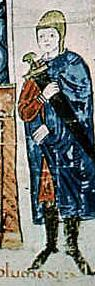
ロンバルディア人の兵士。1100年ごろの書、「Vita Mathildis」より

1100年9月、ロンバルディア人を中心とした集団（約5万人ほど）が陸路ミラノを出発した。そのほとんどは一般庶民出身の巡礼者で、パスカリス2世の意を受けて熱心に十字軍参加を説いて回っていたミラノ大司教アンセルモ4世（イタリア語: Anselmo da Bovisio）に率いられていた。彼らは東ローマ帝国領に入ると早速略奪を始めた。東ローマ皇帝アレクシオス1世コムネノスは彼らを先導する軍を派遣し、首都コンスタンティノープルの郊外に設けた宿営へと案内した。しかし一行はこれに不満で、市内へと侵入して街の北西にあるブラケルナイ地区（Blachernae）で略奪を行った。ここには東ローマ皇帝の広壮な宮殿や大聖堂があったが、この宮殿も略奪の対象となり皇帝のペットだったライオンも殺された。ロンバルディア人たちを追い出すために皇帝は彼らをボスポラス海峡の東へと渡し、増援が来るまでニコメディアに宿営を張らせた。
1101年5月、ニコメディアに留まっていたこの集団にフランス人やブルゴーニュ人やドイツ人の騎士からなる少人数だが精鋭の軍団が合流した。これを率いていたのはブロワ伯エティエンヌ2世、ブルゴーニュ伯エティエンヌ1世、ブルゴーニュ公ウード1世、神聖ローマ皇帝ハインリヒ4世の重臣コンラートといった諸侯らであった。
さらに、第1回十字軍の立役者の一人だったトゥールーズ伯レーモン（レーモン・ド・サンジル）も合流した。彼はアスカロンの戦い以後、十字軍に参加した諸侯との争いがもとでエルサレムを去ってコンスタンティノープルに滞在しており、東ローマ皇帝の依頼でこの軍団の総指揮官に任命されていた。東ローマ皇帝は Tzitas 将軍に率いられたペチェネグ人傭兵部隊も同行させた。
彼らは5月末にニコメディアを出発し、レーモン・ド・サンジルやブロワ伯エティエンヌらが第1回十字軍の時にも辿った街道を通ってドリュラエウムに到着した。ここから南にあるイコニウム（現在のコンヤ）へ向かい、更に南東へ進みシリアの十字軍国家と合流するのが常識的な経路であったが、数で騎士を上回っているロンバルディア人の巡礼者たちは、無思慮にもアナトリア半島北東部にあるニクサルへ向かおうと主張した。ニクサルには、メリテネの戦いでダニシュメンド朝に敗れた第1回十字軍の英雄であるアンティオキア公ボエモン1世が捕虜となっており、彼を救出しようというのであった。彼らはとりあえずルーム・セルジューク朝領のアンキュラへ向かい、1101年6月23日にこれを占領して東ローマ帝国へと返還した後、進路を北へ向けた。そして多数の守備兵が守るガングラを攻略、さらに北のカストラ・コムネノン（カスタモヌ）を攻略しようとした。しかし、ルーム・セルジューク朝の応援部隊が襲来、街の周囲で食料徴発を行う十字軍部隊を次々と撃破したため、7月には攻略戦は完全に行き詰ってしまった。
すぐ北の黒海沿岸に逃げ込むという選択肢もあったが、ロンバルディア人たちはあくまでボエモンの救出を主張、全軍は東に進路をとり、ダニシュメンド朝の領内に入った。しかし、ルーム・セルジューク朝の君主クルチ・アルスラーン1世は、第1回十字軍と戦った際のムスリム側の敗因が各勢力の不統一であったことを踏まえて、今回はダニシュメンド朝およびシリア・セルジューク朝のアレッポのリドワーンと連合軍を形成していた。8月初頭、十字軍はメルシヴァン（Mersivan、現在のアマスィヤ県メルジフォン）地方のパフラゴニア山地（Paphlagonia）でセルジューク朝連合軍と激突した。

### メルシヴァンの戦い
十字軍は5つの集団に分かれていた。ブルゴーニュ人部隊、レーモンと東ローマ帝国軍の混成部隊、ドイツ人部隊、フランス人部隊、ロンバルディア人部隊の5つである。この地は非常に乾燥した開けた平原であり、セルジューク朝連合軍の主力をなすテュルク騎兵にとっては理想的な戦場であった。
会戦初日はテュルク騎兵が十字軍を包囲にかかった。
翌日、コンラートはドイツ騎士部隊を率いて突破を試みたが失敗した。彼らはセルジューク軍の包囲を破れなかっただけでなく、十字軍本隊に戻ることができずに近くの砦に孤立してしまう。
3日目はそれまでに比べ平穏であり、激しい戦いはほとんど起こらなかったが、4日目には十字軍は包囲を破るべく死に物狂いの攻撃を行った。しかしルーム・セルジューク朝、シリア・セルジューク朝、ダニシュメンド朝それぞれの軍は協力して戦い、十字軍の損害は大きく、攻撃は失敗に終わった。前衛にいたロンバルディア人部隊は撃破され、ペチェネグ人部隊は逃走し、フランス人とドイツ人の部隊も退却を強いられた。レーモンは岩の上で身動きが取れなくなり、エティエンヌとコンラートに救出された。
5日目に入るとセルジューク朝連合軍が総攻撃を開始、十字軍の陣地は占領され、騎士たちは女子供や聖職者を見捨てて逃げ去った。残された人々は殺されるか奴隷として売られた。ロンバルディア人のほとんどは馬に乗っておらず、容易にテュルク騎兵に捕捉され、やはり殺されるか奴隷にされた。レーモン・ド・サンジル、ブロワ伯エティエンヌ、ブルゴーニュ伯エティエンヌは北へ逃れ、黒海沿岸にあった東ローマ帝国の飛び地スィノプにたどり着き、船でコンスタンティノープルへ帰った。ミラノ大司教アンセルモ4世も戦場から離脱できたが、戦いの傷がもとでコンスタンティノープルで没した。

## ヌヴェール集団
ヌヴェール伯ギヨーム2世（Guillaume II de Nevers）率いる集団（約1万5千人）も南イタリアのバーリからアドリア海を渡って東ローマ領に入り、ロンバルディア人集団がニコメディアを出るころにコンスタンティノープルに到着した。十字軍が遠征途上のバルカン半島で略奪などのトラブルを起こすのはこれ以前も以後も通弊となっているが、彼らについては大過なくコンスタンティノープルに入っている。彼らは先行するロンバルディア人集団と何度も接近したが、合流や連携行動をとることはなかった。
ギヨームは北への寄り道はせず、南東へ進みイコニウムを攻撃したが陥落させることはできず、やむなく進撃を続けるがヘラクレア・シビストラ（Heraclea Cybistra、現在のコンヤ県エレーリ Ereğli）でクルチ・アルスラーン1世率いるルーム・セルジューク朝軍の奇襲を受けた。クルチ・アルスラーン1世はメルシヴァンでロンバルディア人集団を破ったあと、すぐに新たな軍勢を率いて南へ急行していたのだった。この戦いでヌヴェール集団はほぼ全滅した。

## フランス及びバイエルン集団
ギヨーム2世らのヌヴェール集団がコンスタンティノープルを出てすぐ、また別の集団が到着した。指揮していたのはアキテーヌ公ギヨーム9世、ヴェルマンドワ伯ユーグ1世（彼も第1回十字軍に参加したものの途中で帰ってきた諸侯の一人だった）、バイエルン公ヴェルフ1世らだった。この軍団には、オーストリア辺境伯レオポルト2世の妻で、レオポルト3世の母でもあるイーダが同行していた。彼らも東ローマ帝国領を略奪し、それを阻止するために派遣されたペチェネグ人傭兵部隊とすんでのところで戦闘に入るところだった。この時はギヨーム9世とヴェルフ1世が釈明し事なきを得た。
コンスタンティノープルからは二手に分かれた。海路でレバントへ直接向かう集団の中には年代記作者アウラのエッケハルト（Ekkehard of Aura）がいた。もう一方は陸路アナトリア半島を横断にかかった。9月にヘラクレア・シビストラに到達した彼らも、先行のギヨーム2世の軍同様にクルチ・アルスラーン1世率いるセルジューク兵の待ち伏せにあって壊滅した。
ギヨーム9世とヴェルフ1世は逃れることができたが、ユーグ1世は致命傷を負い、タルススで10月18日に没した。オーストリアのイーダは混乱の中で行方不明となった。後の西洋の伝説では、彼女はトルコ人の捕虜となり、後に十字軍の強敵となるザンギーの母になったとされたが、西洋・ムスリム双方の年代記の研究などの結果からは否定されている。

## その後
ヌヴェール集団を率いていたヌヴェール伯ギヨーム2世はタルススに逃れ、生存者を率いて1101年暮れにアンティオキア公国に入り、1102年の復活祭にエルサレムに到着した。しかしエルサレム巡礼という誓いを果たした彼らのほとんどは西欧へと帰っていった。
エルサレム王国に残った僅かな人々はエルサレム王ボードゥアン1世を助けてファーティマ朝とのラムラでの戦いに挑んだ。前年1101年のラムラの戦いではエルサレム王国が勝利したが、1102年のラムラの戦いはエルサレム王国が大敗した。ブロワ伯エティエンヌはこの戦いで戦死し、後にエルサレム王国とキプロス王国にリュジニャン朝を築くギー・ド・リュジニャンの先祖であるリュジニャン領主ユーグ6世もこの戦いで没した。クルトネのジョスラン（Joscelin de Courtenay）は生き残り、1118年にエデッサ伯国の伯爵となる。
一方、コンスタンティノープルに帰ったレーモン・ド・サンジルも海路アンティオキアに向かった。彼はアンティオキアで、ボエモンが捕虜となっている間の摂政であったタンクレードに囚われ、アンティオキア公国とエルサレム王国の間のムスリム領の土地を勝手に占領しないという条件で釈放されたが、ジェノヴァ共和国の艦隊や1101年の十字軍の生存者らと共にトルトーザ（現在のタルトゥース）を攻略して占領し、後のトリポリ伯国形成の足がかりとした。
1101年の十字軍を破ったことで、クルチ・アルスラーン1世率いるルーム・セルジューク朝はアナトリア半島中部の支配を取り戻し、コンヤに首都を定めることができるようになる。また、イスラム世界にとっては、十字軍は決して無敵ではないという朗報にもなった。何よりルーム・セルジューク朝の復活によりアナトリア半島を横断する陸路の安全を確保できなくなったのは十字軍にとり大きな痛手となった。（第2回十字軍、第3回十字軍もアナトリア半島横断で大いに苦しむことになる）。唯一の安全な連絡路は海路となり、イタリア諸都市の艦隊が十字軍の輸送を一手に引き受け大いに利益を上げることとなる。また東ローマ帝国がシリアに陸路で軍を送ることができなくなったことは、東ローマから軍事的圧力を受けて対立していたアンティオキア公国にとっては幸いであった。東ローマの支援を受けるトリポリ伯国が南にできつつあるという懸念は残るものの、東ローマの介入を受けなくなったタンクレードは自らの権力を拡大し、アンティオキアをシリアの強国に押し上げることになる。